# Discours préliminaire de l'Encyclopédie

Le Discours préliminaire de l'Encyclopédie (Discours préliminaire des Éditeurs, 1751) est le premier livre de l'Encyclopédie ou Dictionnaire raisonné des sciences, des arts et des métiers, par une Société de Gens de lettres, une collection collaborative de toutes les branches connues des arts et des sciences du siècle des Lumières. Le discours préliminaire a été écrit par Jean Le Rond d'Alembert pour décrire la structure des articles de l'Encyclopédie et leur philosophie, aussi bien que pour donner au lecteur le contexte profond de l'histoire sous-jacente au travail des érudits qui ont contribué à ce qui est devenu la plus importante diffusion du savoir de l'époque.

## Contexte
Le Discours préliminaire est une des meilleures introductions au siècle des Lumières, donnant l'idée que l'homme possède la capacité, par sa propre intelligence et analyse, de modifier les conditions de la vie humaine. L’Encyclopédie constituait une demande de la communauté intellectuelle d'un raffinement de l'ensemble des branches du savoir par rapport aux découvertes passées ou récentes. Une telle compilation de la connaissance humaine serait à la fois laïque et naturaliste, discréditant la théologie comme principe de base. Bien qu'écrit par D'Alembert, le Discours était le fruit de la collaboration de plusieurs hommes de lettres visant les mêmes objectifs de progrès du siècle des Lumières. Les trois grands contemporains membres du Parti philosophique qui ont sans aucun doute participé à l'orientation de la philosophie et des croyances du texte étaient Denis Diderot, Jean-Jacques Rousseau, et Étienne Bonnot de Condillac, avec lesquels d'Alembert était avéré être en contact. Ces hommes partageaient la même passion pour la diffusion des connaissances scientifiques. Et, même si cette période semble défavorable à une telle entreprise, avec une Europe en pleine crise politique et en pleine instabilité générale, le temps était venu pour leurs idéaux de prendre racine. Une florissante communauté de professionnels, les aristocrates, et le clergé devenaient de plus en plus sensibles aux échanges d'idées qui sont venues à caractériser et à servir de fondement au travail coopératif de compilation du savoir dans cette Encyclopédie.

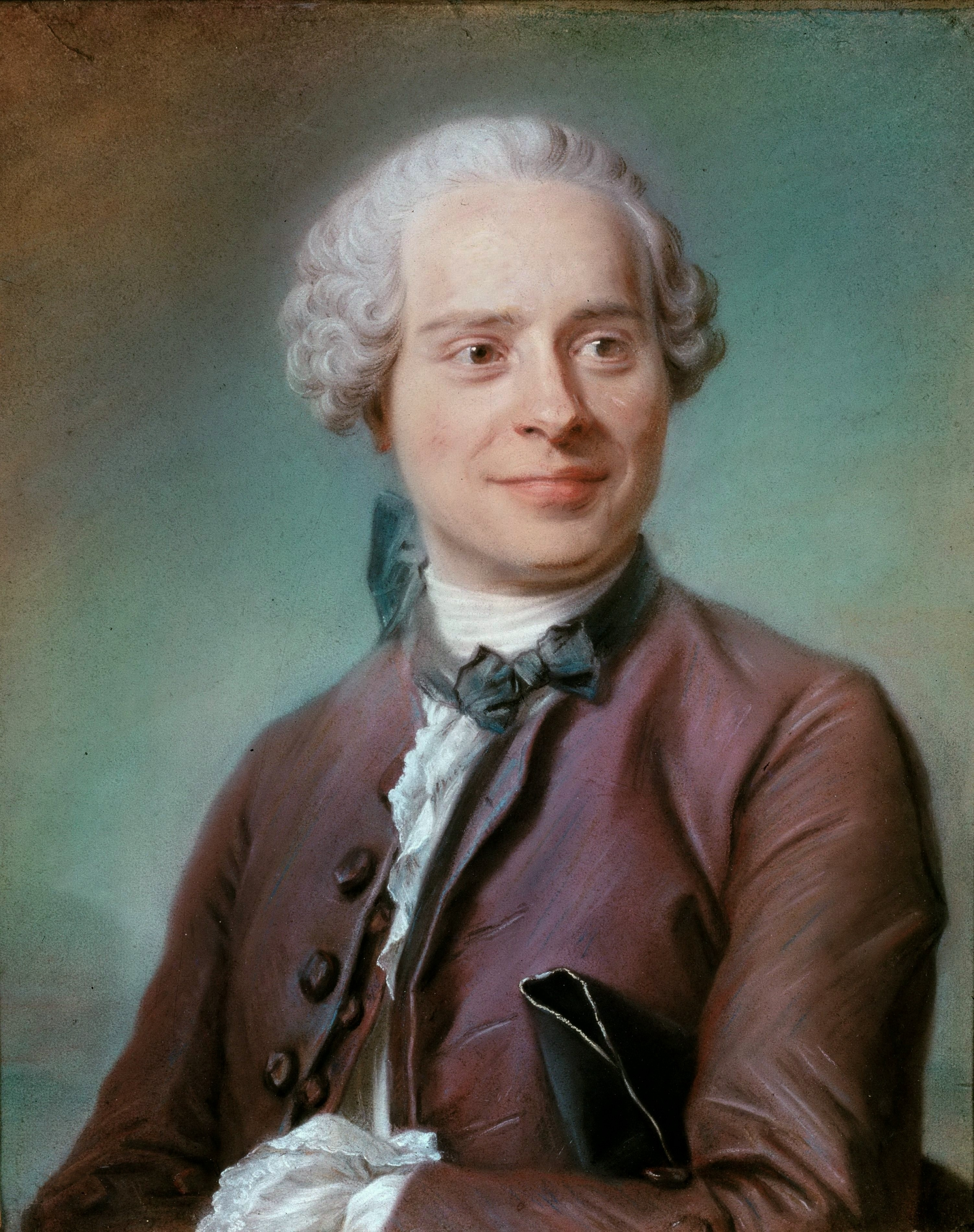
Jean d'Alembert

Avant que le Discours ait été rédigé, d'Alembert était davantage connu pour son talent dans les sciences et les mathématiques. Toutefois, au fil du temps et grâce à sa personnalité dynamique, il se lie d'amitié avec Madame du Deffand dont l'influence de son salon lui a permis, en fin de compte, de retenir l'attention du public en tant que philosophe. D'Alembert est devenu un proche allié de Diderot et était tenu en très haute estime par les intellectuels de l'Europe. En fin de compte, la tendance qu'a D'Alembert de se tourner vers l'histoire pour expliquer les fondements de la science et de l'éthique montre une tendance historique à chercher les lumières et une meilleure compréhension de la nature humaine dans l'Histoire. Finalement, le Discours définit deux façons d'aborder les idées, la première étant les opérations de « l'esprit isolé » (xli) et la seconde traitant des études de l'origine de la vérité en tant que progrès d'une société donnée. Bien que le Discours tire une grande partie de ses principes fondamentaux d'hommes, tels que René Descartes, John Locke et Condillac dans une optique purement métaphysique, l'effet de l'expérience historique est indispensable.
La rédaction de l’Encyclopédie se situe dans un contexte de contestation des abus de l'autorité spirituelle, abus rendu manifeste par la prise de conscience de l'erreur que fut la condamnation de Galilée en 1633, à la suite des preuves optiques du mouvement de la Terre dans la première moitié du XVIIIe siècle. Dans le Discours préliminaire de l’Encyclopédie, D'Alembert critique sévèrement le tribunal de l'Inquisition en ces termes :
« Un tribunal devenu puissant dans le midi de l'Europe, dans les Indes, dans le Nouveau Monde, mais que la foi n'ordonne point de croire, ni la charité d'approuver, ou plutôt que la religion réprouve, quoique occupé par ses ministres, et dont la France n'a pu s'accoutumer encore à prononcer le nom sans effroi, condamna un célèbre astronome pour avoir soutenu le mouvement de la terre, et le déclara hérétique (...). C'est ainsi que l'abus de l'autorité spirituelle réunie à la temporelle forçait la raison au silence ; et peu s'en fallut qu'on ne défendit au genre humain de penser. »
D'Alembert adopte un militantisme comparable dans les articles d'astronomie de l’Encyclopédie.
Il est important de noter que pendant que les Philosophes commençaient leurs transformations intellectuelles qui devinrent connues sous le nom de Lumières, des scientifiques de toute l'Europe commençaient à effectuer leurs propres changements en termes de nouvelles découvertes, domaines qu'ils sentaient devoir étudier plus avant, et comment mener de telles recherches, c'est-à-dire leur méthodologie. Bon nombre de ces nouveaux scientifiques sentirent qu'ils se rebellèrent contre des vieilles formes de sciences et de connaissances scientifiques, tout comme les Philosophes sentirent qu'ils apportèrent au monde une nouvelle façon de penser l'humanité et la connaissance humaine. Les Philosophes étaient conscients de ces changements dans le domaine de la science, et comme tels, ils supportèrent pleinement, et certainement adaptèrent, les nouveaux systèmes de pensée des scientifiques dans leurs idées philosophiques. On peut le voir dans le Discours, D'Alembert essaya de créer une méthode de systématisation et d'organisation de toutes les informations et savoirs légitimes et de rendre plus aisée et plus efficace la découverte de plus de connaissances.
Les motivations de D'Alembert pour une telle entreprise peuvent avoir pour source une des idées qu'il met en avant dans le Discours : « il n'y a que la liberté d'agir et de penser qui soit capable de produire de grandes choses, et elle n'a besoin que de Lumières pour se préserver des excès ». Le contrôle clérical dans les domaines du savoir et de l'intelligence a été considéré comme préjudiciable au progrès de la connaissance humaine. Soutenir que le Discours était corrosif à l'autorité et au privilège hiérarchique ouvrait la voie à l'évolution des principes égalitaires dans la culture occidentale. D'Alembert mettait en avant que tous les hommes sont égaux dans leurs sensations, qui est la source de leur esprit. L'ultime distinction de l'homme est d'abord intellectuelle, ce qui renverse tout lien préconçu entre les privilèges sociaux et la connaissance. Par conséquent, l’Encyclopédie dans son ensemble parle au grand public.

## Résumé

### Partie I
Dans la première partie du livre, D'Alembert fournit une introduction générale à l'origine du savoir, d'où découlent les travaux trouvés dans l’Encyclopédie. Il affirme que « l'existence de nos sensations » est « indiscutable », et qu'elles sont le principe de toutes connaissances. Il lie cette idée à un enchainement de pensées et de réflexions conduisant à la nécessité de communiquer, qui établit un autre enchainement de faits. L'un des arguments pour l'origine de la communication est qu'il était nécessaire pour les gens de se protéger des maux du monde et de profiter des connaissances de chacun d'entre eux. Elle induit un échange d'idées qui renforce la capacité des individus à appréhender la connaissance humaine. Les deux principaux types qu'il décrit font référence à la connaissance factuelle et à la déduction. Ces deux types mènent aux trois différents modes de pensée et à leurs divisions dans la connaissance humaine : la mémoire, correspondant à l'histoire, réflexion ou raison, qui est le fondement de la philosophie, et ce à quoi D'Alembert se réfère comme l'« imagination », ou imitation de la Nature, est à l'origine des beaux-arts. De ces divisions découlent d'autres plus petites, comme la physique, la poésie, la musique et bien d'autres. D'Alembert a également été fortement influencé par le principe cartésien de la simplicité. Dans cette première partie du livre, il décrit la façon dont la simplification des principes d'une science lui donne un champ d'application et la rend plus fertile. C'est seulement en simplifiant des principes qu'ils peuvent être compris et reliés les uns aux autres. En fin de compte, d'un point de vue privilégié, le philosophe peut voir le vaste labyrinthe des sciences et des arts. D'Alembert continue ensuite de décrire l'arbre de la connaissance et la séparation et les liens simultanés entre la mémoire, la raison et l'imagination. Il explique ensuite que l'univers idéal serait une vérité immense si seulement on savait comment la voir comme telle ; l'hypothèse selon laquelle la connaissance a une unité intrinsèque peut être considérée comme le fondement du projet encyclopédique.

### Partie II
La deuxième partie du livre donne au lecteur un compte-rendu du progrès de la connaissance humaine suivant l'enchainement mémoire, imagination et raison. Cet enchainement est différent de celui décrit dans la première partie, où l'ordre était mémoire, raison et imagination. C'est la séquence que suit un esprit laissé dans l'isolement ou la génération d'origine alors que la deuxième partie décrit les progrès de la connaissance humaine des siècles des lumières qui naquit de l'érudition, continua avec le classicisme et atteignit la philosophie.
Au lieu d'écrire en termes d'idées générales, D'Alembert, fournit les dates, les lieux et les personnes à l'origine des avancées des œuvres littéraires de la Renaissance jusqu'au XVIIIe siècle. René Descartes en est un exemple caractéristique, étant un auteur loué à la fois comme excellent philosophe et mathématicien. Son application de l'algèbre à la géométrie, aussi connu comme le système de coordonnées cartésiennes, a donné un puissant outil pour les sciences physiques. Il met l'accent sur l'importance des connaissances anciennes et la capacité de les comprendre et de les développer. Référence est faite que les concepts liés à la connaissance n'auraient pu avancer aussi rapidement s'il n'y avait pas eu d'ouvrages anciens à imiter et à dépasser. Il précise également qu'il peut y avoir des inconvénients à pouvoir récupérer des informations du passé. Il indique dans le texte l'absence d'avancées en philosophie par rapport à d'autres domaines à cause de la croyance que la philosophie antique ne pouvait être remise en question. D'Alembert prétend que ce serait être ignorant que de croire que tout peut être connu sur un sujet donné. En outre, il tente de montrer que les individus peuvent s'émanciper intellectuellement du joug de l'autorité. Son utilisation de la déduction logique fournit une base plus philosophique de l'existence de Dieu. Il indique clairement que toutes les sciences sont limitées autant que ce soit aux faits et que l'opinion les influence aussi peu que possible. D'Alembert précise que la philosophie est bien plus efficace pour l'analyse de nos perceptions quand l'âme « est dans un état de tranquillité», quand elle n'est pas prise dans la passion et l'émotion. Il pense que le philosophe est un élément clé dans l'avancement des domaines de la science. Le philosophe doit être capable de prendre du recul et d'observer la science et la nature avec un œil impartial. De plus, l'importance de la science et les progrès des esprits comme Francis Bacon, Isaac Newton, Descartes, John Locke et d'autres sont expliqués. 

### Partie III
La troisième partie du livre se termine par la description des caractéristiques importantes de la rédaction de l’Encyclopédie et par la mention de contributeurs majeurs. D'Alembert explique comment l’Encyclopédie est ouverte aux changements et aux ajouts des autres puisqu'il s'agit d'un travail de plusieurs siècles. En outre, il affirme qu'une omission dans une encyclopédie est nuisible à sa substance, ce qui diffère d'une omission dans un dictionnaire. D'Alembert précise également les trois catégories de l’Encyclopédie, qui sont les sciences, les arts libéraux et les arts mécaniques. Il affirme qu'il est important que ces sous-catégories restent séparées et conclut par le fait que la société doit juger le Discours préliminaire à l’Encyclopédie de Diderot.

### Le système figuré des connaissances humaines

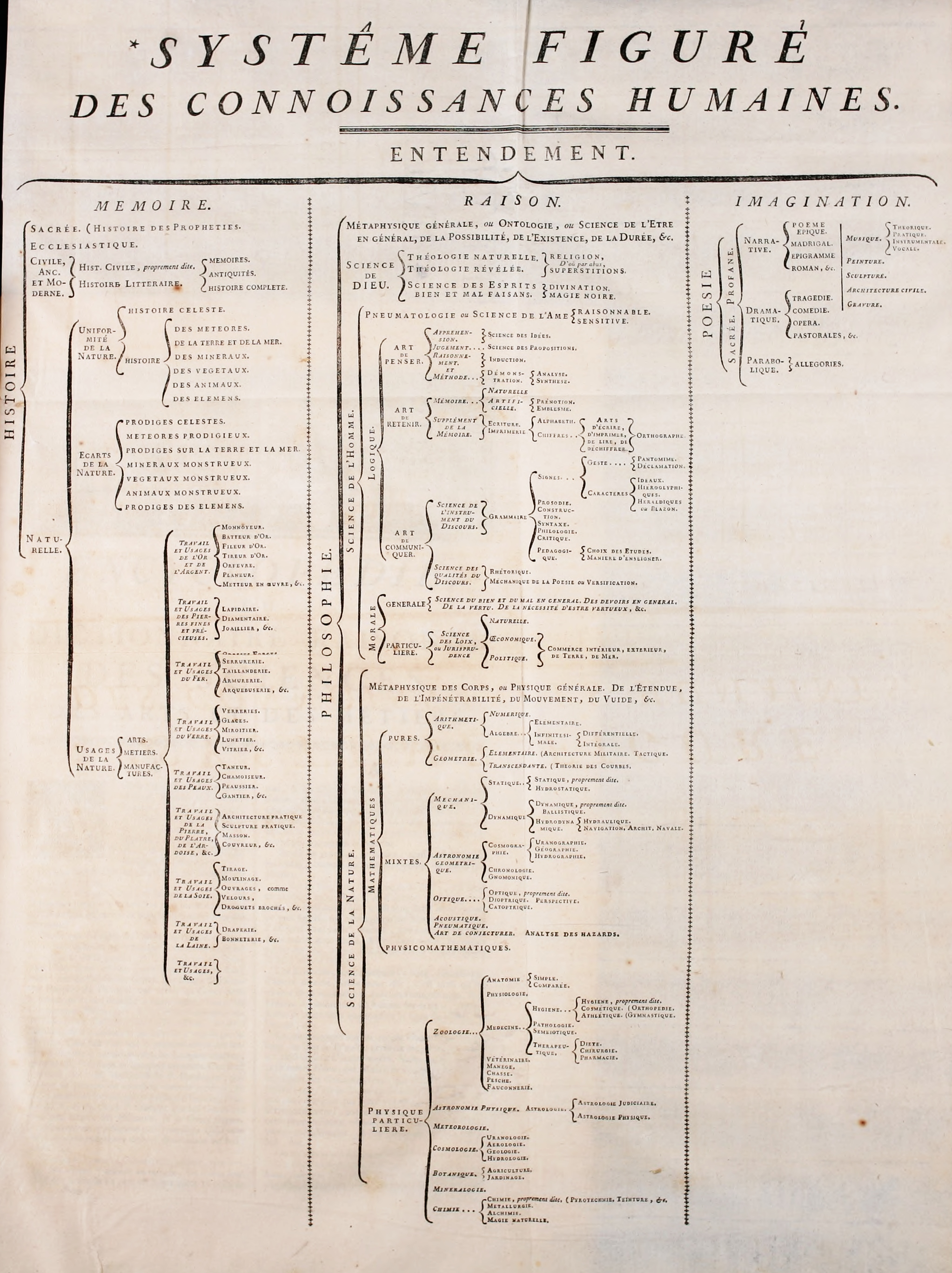
« Le système figuré des connaissances humaines » de Jean D'Alembert

À la fin du livre, D'Alembert inclut une explication détaillée du système des connaissances humaines. Cela comprend un tableau intitulé «Système figuré des connaissances humaines», qui divise l'entendement humain dans ses trois composantes : la mémoire, la raison et l'imagination. Le graphique subdivise ensuite chacune des trois grandes catégories en d'autres plus nombreuses de la compréhension humaine. Ensuite, D'Alembert continue d'apporter une explication détaillée pour chaque division et subdivision apparentes dans son tableau. Le tableau établit une complexe généalogie des connaissances et la façon dont l'homme les a réparties dans les domaines spécifiques, il estime qu'elles sont applicables. Il est important de se rappeler qu'aucun de ces systèmes de la connaissance humaine ne joue un rôle plus important que tout autre. Ils sont conçus autour de l'idée que chacun utilise les deux autres pour se construire lui-même et, par conséquent, la connaissance humaine dans son ensemble. Dans le contexte, le graphique montre une progression de la connaissance à travers les âges, la mémoire étant le passé, la raison étant le présent, ce qui examine et tente de construire ou de créer de nouvelles théories fondées sur la mémoire et l'imagination, visant à faire de nouvelles hypothèses ou théories sur les choses dans notre univers humain.

## Importance
La méthode du Discours et l’Encyclopédie marque un changement du rationalisme de Descartes à l'empirisme de John Locke et d'Isaac Newton. Dans le Discours, D'Alembert rejette à priori, des spéculations indémontrables qui conduisent à l'erreur et le « despotisme intellectuel » et adopte une méthode fondée sur des faits concrets et sur l'évidence. Un objectif principal de l'Encyclopédie n'était pas seulement d'organiser une collecte d'informations connues, mais aussi d'établir une méthode cohérente de collecte de faits et des principes qui restent à découvrir. D'Alembert reconnaît qu’« il n'est pas moins difficile de saisir les branches infiniment variées des connaissances humaines dans un système véritablement unifié », et pourtant, malgré cette tâche apparemment redoutable, D'Alembert réussit à atteindre l'objectif de l’Encyclopédie, qui a été de rassembler toutes les facettes de la connaissance en un seul texte unifié, et de compiler les connaissances de façon qu'elles puissent être normalisées et compartimentées en différentes catégories. Avec cette méthode, D'Alembert croyait que les Philosophes pourraient créer un système de connaissances qui serait unifié et systématisé, mais pas aussi rigide et aussi strict au point d'imposer des limites à la recherche de faits nouveaux. Un exemple classique de cette approche systématique est le susmentionné « système figuré des connaissances humaines », qui quantifie les connaissances en les divisant en trois catégories : la mémoire, la raison et l'imagination. L'objectif était de placer la connaissance au sein d'un cadre général qui pourrait, en plus, être ajouté ou exposé.
Comme Richard Schwab, un traducteur en anglais du texte, l'indique dans son introduction, D'Alembert croyait que le Discours de la méthode donnerait aux hommes le pouvoir de façonner de manière indépendante leur propre destinée et de la diriger. Elle a donné une réponse à la demande croissante de la communauté intellectuelle de l'Europe de créer une synthèse des informations fondées sur des principes laïcs et naturalistes plutôt que sur le plan théologique, et de diffuser des connaissances à toute la population, de ne plus se limiter aux riches, l'élite universitaire.

## Controverse
Dans le Discours, D'Alembert évoque la condamnation d'un « évêque » par le pape Zacharie au sujet de la question des antipodes :
« (...) à peu près comme le pape Zacharie avoit condamné quelques siècles auparavant un évêque, pour n’avoir pas pensé comme saint Augustin sur les Antipodes, & pour avoir deviné leur existence six cens ans avant que Christophe Colomb les découvrît ».
Nous n'avons pas trace d'une telle condamnation.

## Citations
« En vain quelques philosophes soutenaient, en retenant leurs cris au milieu des souffrances, que la douleur n'était point un mal ; en vain quelques autres plaçaient le bonheur suprême dans la volupté, à laquelle ils ne laissaient pas de se refuser par la crainte de ses suites : tous auraient mieux connu notre nature s'ils s'étaient contentés de borner à l'exemption de la douleur le souverain bien de la vie présente, et de convenir que, sans pouvoir atteindre à ce souverain bien, il nous était seulement permis d'en approcher plus ou moins, en proportion de nos soins et de notre vigilance ».